# Оскар Сонеже
О́скар Соне́же Маса́нд (кат. Òscar Sonejee Masand; нар. 26 березня 1976, Андорра-ла-Велья) — андоррський футболіст, півзахисник. Наразі виступає за «Санта-Колома» та національну збірну Андорри. Сонеже — рекордсмен за кількістю проведених матчів у складі національної збірної Андорри — 90.
Також виступав за команди «Андорра» та «Сан-Жулія».
Сонеже має індійське коріння; працює страховим агентом.

## Нагороди та досягнення
- «Санта-Колома»
  - Чемпіонат Андорри (2): 2009—10, 2010—11
  - Копа Констітусіо (2): 2008—09, 2011—12